# Murtonen (Kuopio, Norra Savolax, Finland)
Murtonen eller Martosenjärvi är en sjö i Finland. Den ligger i kommunen Kuopio i landskapet Norra Savolax, i den centrala delen av landet, 300 km norr om huvudstaden Helsingfors. Murtonen ligger 134,4 meter över havet. I omgivningarna runt Murtonen växer i huvudsak blandskog. Den är 26 meter djup. Arean är 1,11 kvadratkilometer och strandlinjen är 13,37 kilometer lång. Sjön  ingår i Kymmene älvs huvudavrinningsområde. 